# Smocks
En couture et dans l'industrie textile, les smocks sont des fronces rebrodées sur l'endroit du tissu, ornant des vêtements. Les fronces rebrodées en diagonale sont dites en nid d'abeilles.
Cette technique de broderie a été utilisée aussi bien pour les vêtements des classes supérieures que pour ceux des classes laborieuses, dans ce cas en raison de la flexibilté et de la souplesse qu'elle donne au vêtement.

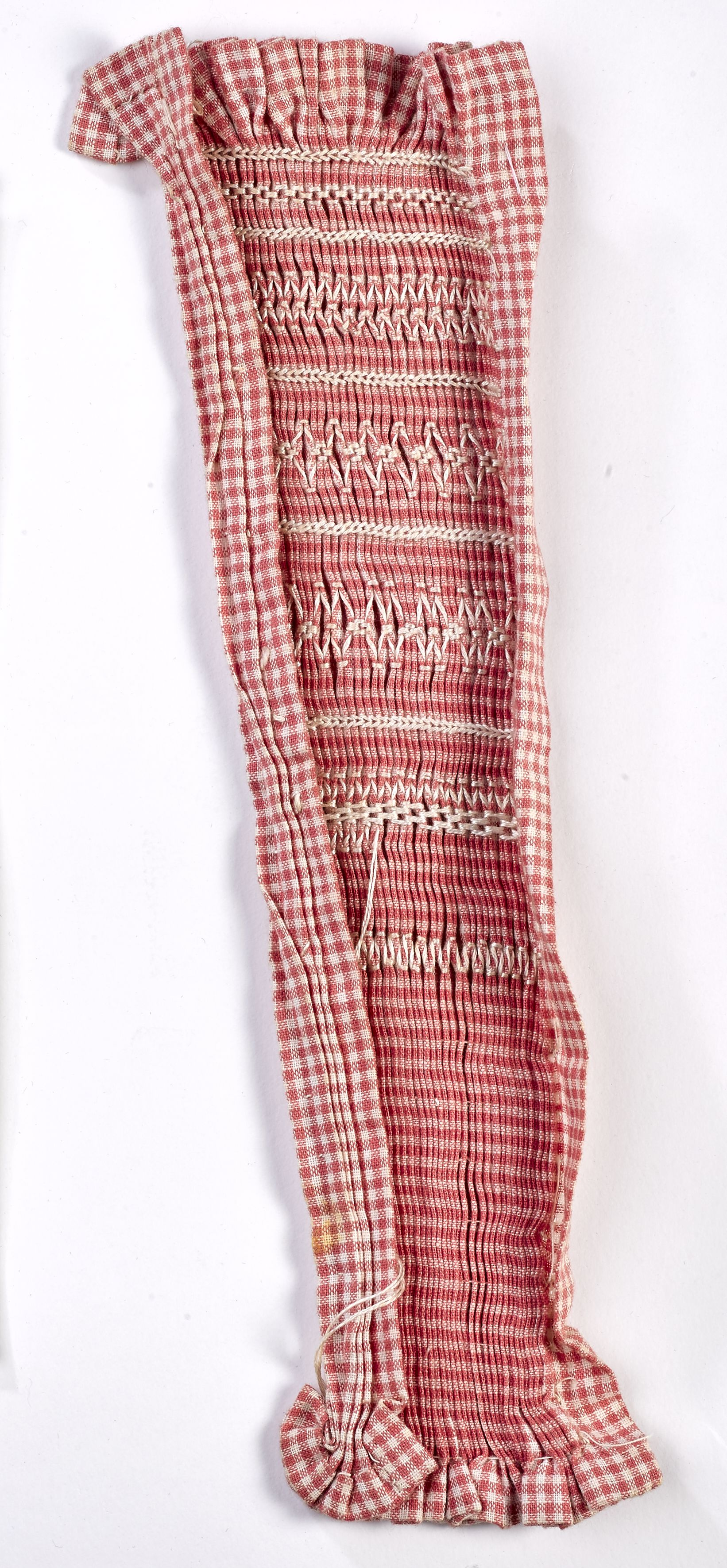
Échantillon de smocks, Musée de la mode d'Anvers.
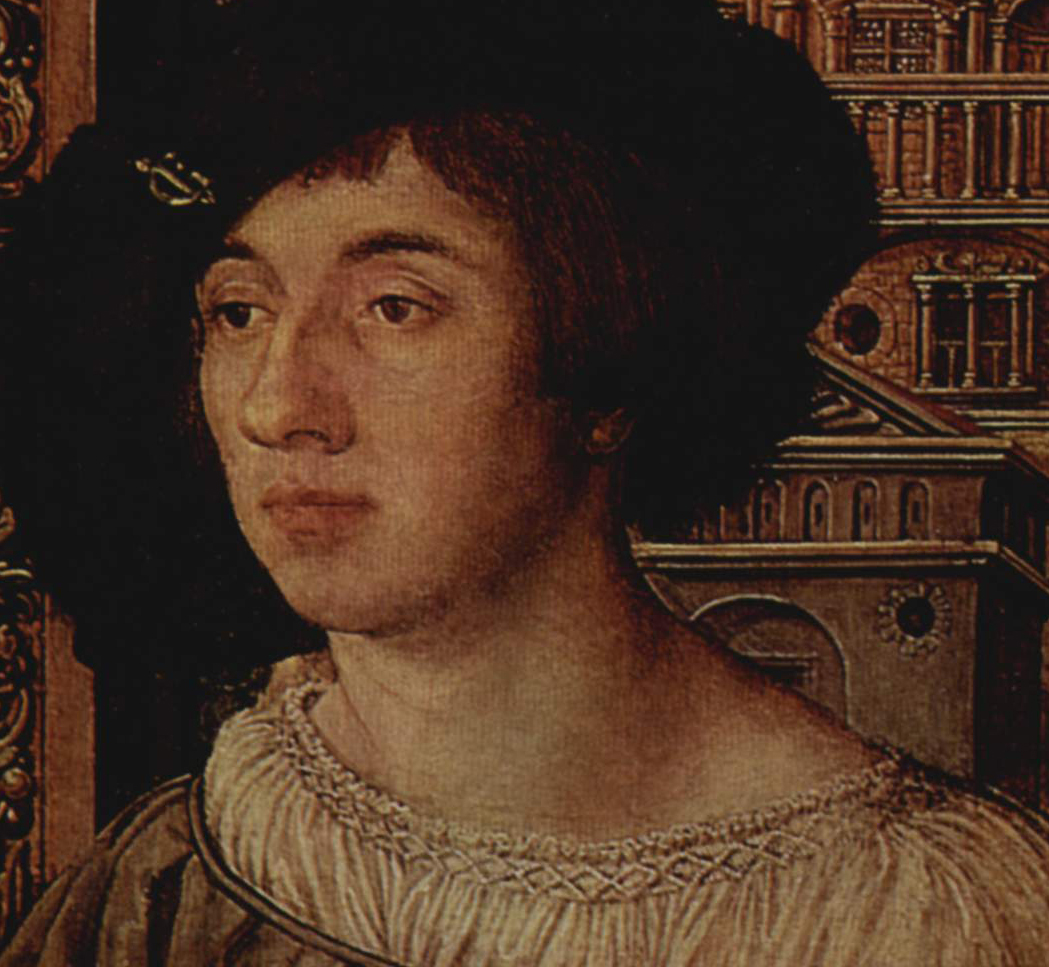
Portrait de jeune homme de Ambrosius Holbein.
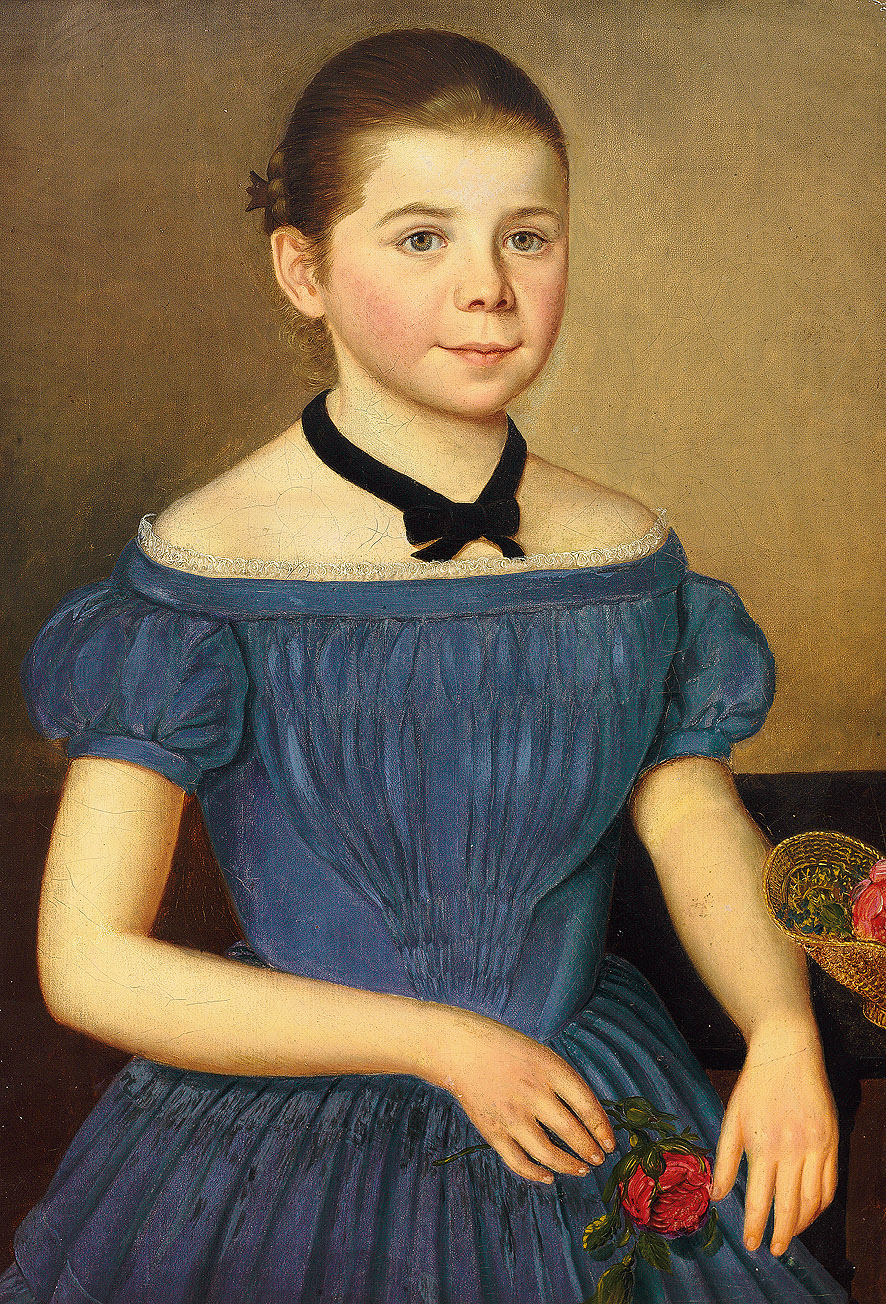
Jeune fille en robe bleue, anonyme.

## Étymologie
Le substantif masculin pluriel « smocks » est issu du verbe anglais to smock (« froncer au moyen de coutures se croisant en diagonale ») ou de son substantif verbal smocking, attesté depuis 1888.